# Вплив пандемії COVID-19 на релігію
Пандемія коронавірусної хвороби 2019 спричинила вплив на релігію в різних формах, включаючи скасування богослужінь різних конфесій і закриття недільних шкіл, а також скасування паломництв, церемоній і релігійних фестивалів. Велика кількість церков, синагог, мечетей і храмів під час пандемії пропонували переглядати богослужіння у прямій трансляції, або проводили інтерактивні сесії в Zoom.
Благодійні організації релігійних громад відправили в постраждалі райони дезінфекційні засоби, респіратори для очищення повітря, маски для обличчя, рукавички, реагенти для діагностики коронавірусної хвороби, апарати штучної вентиляції легень, монітори для хворих, шприци, інфузійні помпи та продукти харчування. Інші релігійні організації запропонували громадськості безкоштовне тестування на COVID-19. Прихильники багатьох релігій збиралися разом, щоб помолитися за закінчення пандемії COVID-19, за тих, хто від неї постраждав, а також про мудрість для лікарів і вчених у боротьбі з цією хворобою.

## Релігії

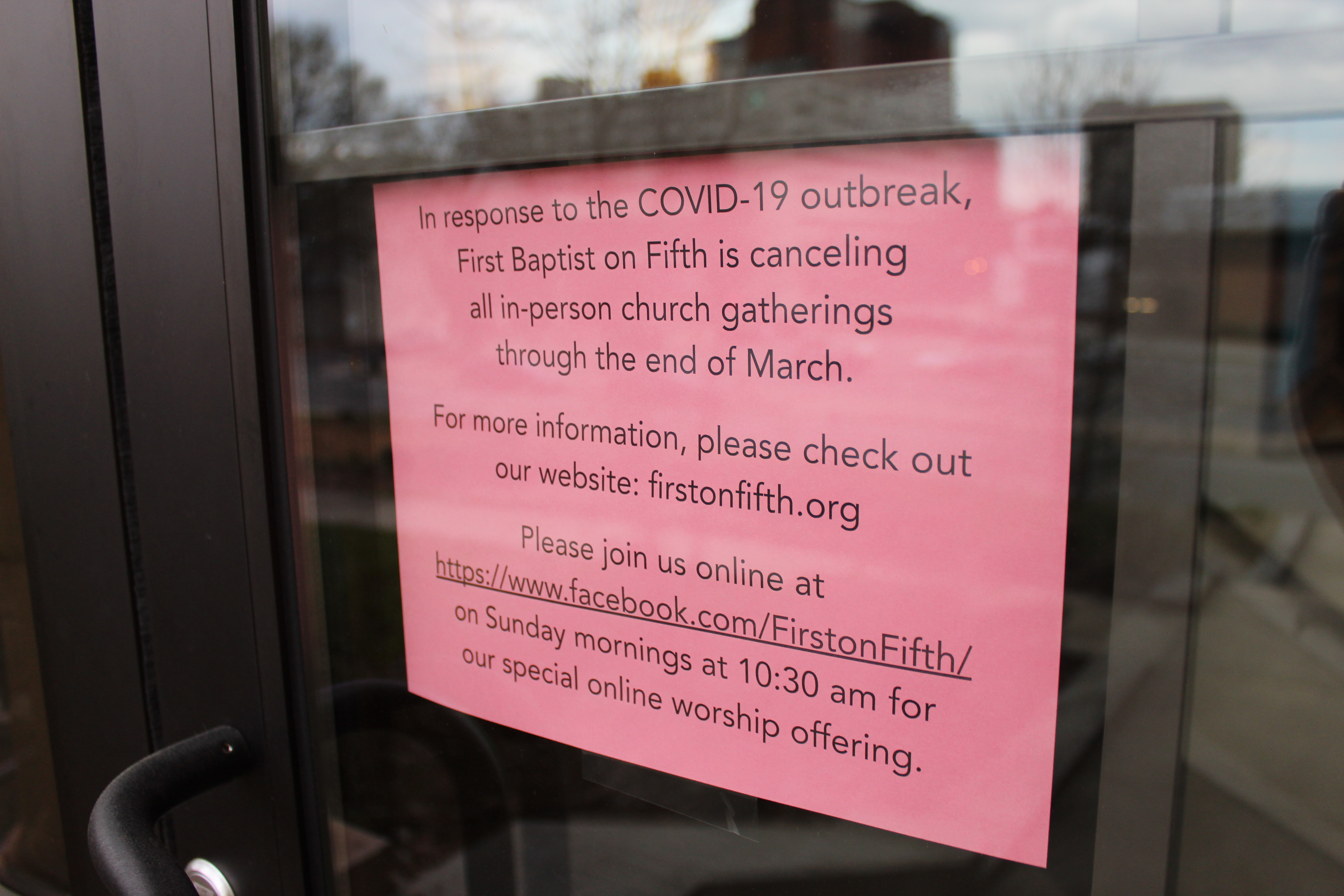
Вивіска на баптистському храмі, який був тимчасово закритий під час пандемії

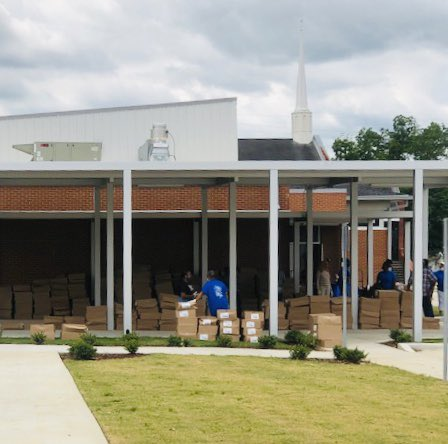
Пункт роздачі їжі в баптистському храмі в Таскалусі у штаті Алабама під час пандемії

### Християнство

#### Реакція та вплив
Відповідно до звіту дослідника з Інституту Ґеллапа Френка Ньюпорта, «найдраматичнішим результатом (у релігії) став надзвичайно швидкий перехід релігійних служб з особистого відвідування богослужіння на онлайн». Хоча протягом майже ста років церкви використовували різні методи комунікації, щоб охопити своїх прихожан, зокрема радіо, телебачення та онлайн-медіа, представники Інституту Ґеллапа вказали, що припинення особистого богослужіння «є одним із найбільш значних раптових порушень у релігійній практиці в історії США».У дослідженні центру П'ю за березень 2020 року повідомляється про зміну релігійних звичок респондентів унаслідок пандемії. Більше половини респондентів сказали, що вони «молилися про припинення поширення коронавірусу», «рідше відвідували богослужіння особисто» і «дивилися богослужіння онлайн або по телевізору, а не були присутні на ньому особисто». Журнал «Тайм» повідомив, що під час спалаху COVID-19 кількість церковних служб, під час яких відвідувачі перебували в автомобілях, досягли найвищого рівня. Щодо того, чи вплинула криза на довгострокове особисте релігійне життя, 1 9 % американців сказали, що їхня віра зміцнилася, і лише 3 % сказали, що вона погіршилася.
В опитуванні, проведеному наприкінці травня — на початку червня 2020 року Американським інститутом підприємництва, 60 % американців сказали, що побоюються, що вони або хтось із членів їх сімей можуть заразитися COVID-19. Однак відповіді на питання відрізнялися демографічно; 69 % чорних протестантів і 42 % білих євангелістів стурбовані поширенням інфекції. Коли справа дійшла до зважування ризиків для здоров'я населення від повернення до нормальної економічної діяльності, більшість чорношкірих протестантів (84 %) та латиноамериканських католиків (70 %) заявили, що надають пріоритет захисту здоров'я, тоді як більшість білих євангелістів (65 %) і більшість інших основних видів білих протестантів та білі католики (52 %) надавали перевагу економіці.
У Великій Британії християнські конфесії, зокрема Англіканська, Католицька, Методистська, Баптистська, Реформатська та Пресвітеріанська церков, опублікували рекомендації щодо адаптації богослужінь у світлі пандемії.
У липні 2020 року громадська церква Норт-Пойнт, яка до пандемії зазвичай щонеділі приймала 30 тисяч відвідувачів з 7 населених пунктів у районі Атланти, повідомило, що решту року надаватиме послуги лише в цифровому вигляді. Засновник церкви сказав, що відстеження контактів із інфікованими коронавірусом відвідувачами було б неможливим, враховуючи розміри церкви.
30 листопада 2020 року один із пасторів каліфорнійської церкви «Вода життя» помер від COVID-19. Незадовго перед тим він очолював служби на природі після того, як губернатор заборонив церковні служби в приміщеннях.

#### Продовольча, медична і соціальна допомога
Генеральний секретар Всесвітньої ради церков Олав Фюксе Твейт сказав, що «ця ситуація вимагає нашої солідарності та відповідальності, уважності, турботи та мудрості… [а також] наших знаків віри, надії та любові». Під час пандемії COVID-19 частина релігійних організацій продовжили надавати продовольчу допомогу, яку видають бідним сім'ям, і до якої входять шматки м'яса і рулони туалетного паперу. Національний кафедральний собор США, який належить Єпископальній церкві, передав понад 5 тисяч хірургічних масок № 95 лікарням Вашингтона, яких не вистачало під час пандемії COVID-19. Інші церкви, зокрема євангельська християнська мегацерква Церква Гайлендс, запропонували безкоштовні тести на COVID-19 на своїх автостоянках. Низка капеланів, зокрема отець Беніто Родрігес Регейро, вирішили цілодобово чергувати для пацієнтів з COVID-19.
У квітні 2020 року понад 200 організацій церкви та громадянського суспільства, включно з «Карітас Інтернаціоналіс» та Єзуїтською службою у справах біженців, закликали уряд Греції відновити доступ до притулку для біженців, особливо для 42 тисяч осіб, які, як було сказано, «опинилися в пастці» та живуть «у жахливих умовах» на грецьких островах.

#### Соціальне дистанціювання

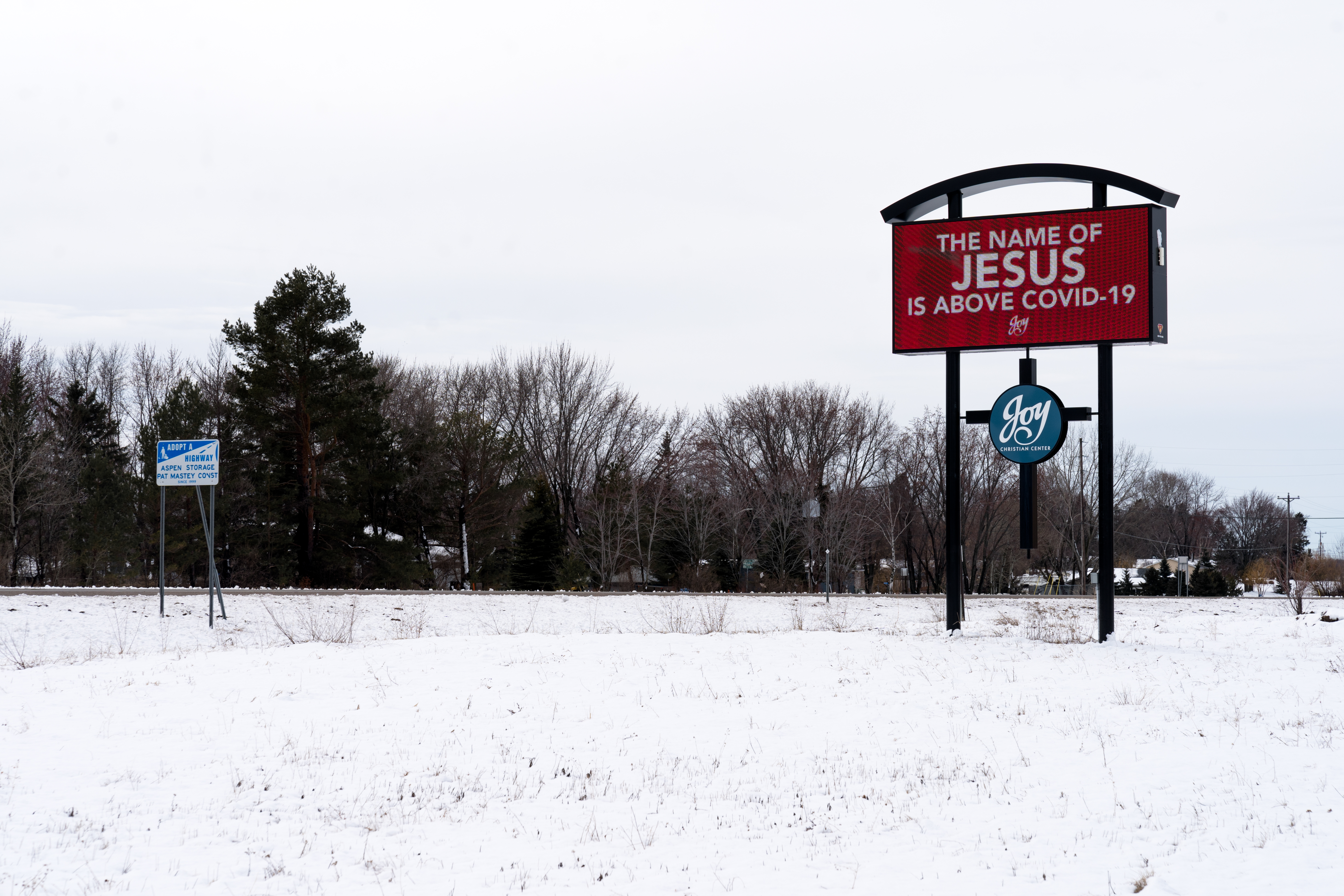
«Ім'я Ісуса вище COVID-19»: напис на табличці в християнському центрі «Joy» у Сен-Клоді, Міннесота

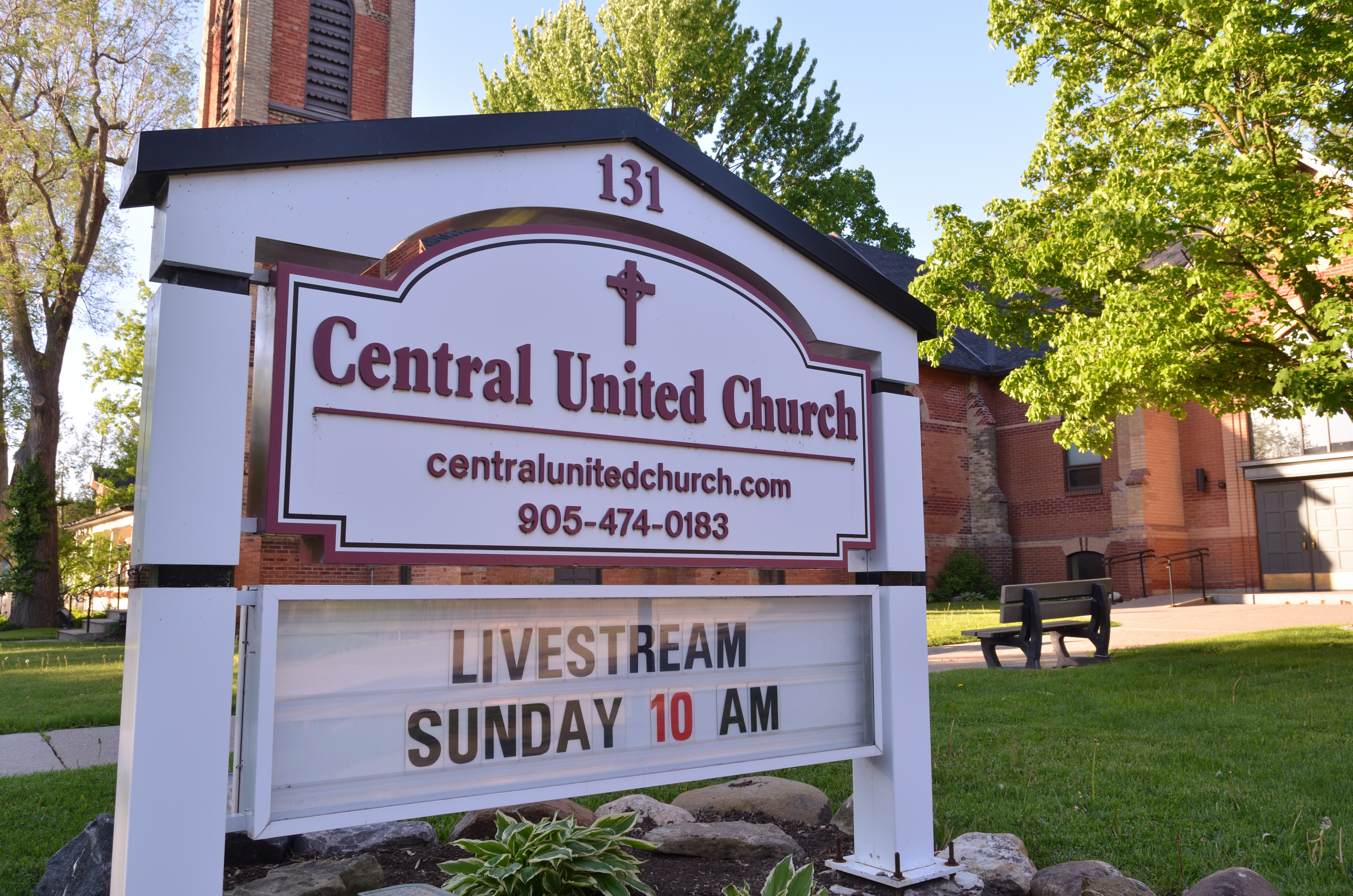
У зв'язку із запровадженням соціальне дистанціювання недільне богослужіння транслюється в режимі онлайн.

Велика кількість протестантських і католицьких єпархій рекомендували літнім християнам залишатися вдома, а не відвідувати служби в церкві по неділях, яка зазвичай є обов'язковою; багато церков усіх християнських конфесій зробили церковні служби доступними через радіо, онлайн-трансляцію або телебачення, а низка інших запропонували слухати службу на автостоянці біля церкви, деякі з інструкціями щодо використання функцій комп'ютера автомобіля для підключення до послуг церкви. Частина християн використовували онлайн-додатки, на яких записані богослужіння та щоденні молитви, щоб залишатися пов'язаним зі своєю вірою.
Багато християн, зокрема й католики, методисти та англікани, традиційно дотримуються християнського періоду покаяння у Великий піст, утримуючись від м'яса по п'ятницях; вимога дотримуватись цього звичаю була скасована деякими римо-католицькими єпископами під час пандемії COVID-19, яка частково збіглася з Великим постом у 2020 році. Літургії, які зазвичай проводяться протягом Страсного тижня (зокрема у Вербну неділю, Велику середу, Великий четвер, Страсну п'ятниця та Велику суботу), були скасовані багатьма церквами, що належать до основних християнських конфесій, включаючи англіканську, католицьку, лютеранську, методистську, моравську та реформатську церкви. До них належала і благодійна церемонія Гроші Монді, яку зазвичай проводить монарх Сполученого Королівства у Великий четвер.
Посилаючись на християнську доктрину Тіла Христового, англіканський священик Джонатан Воррен Паган написав, що «поклоніння словом і таїнством на зібранні не є обов'язком для християн», а пандемія COVID-19 зробила необхідним перейти до онлайн-формату для загальне благо. Він заохочував практикувати духовне причастя під час пандемії (особливо під час англіканської служби ранкової молитви), яке використовувалося християнами під час епідемії чуми, а також під час переслідувань, коли християни не могли дістатися на зібрання в день Господній для відправи Євхаристії. Методистське духовенство, а також папа Франциск також рекомендували вірянам практикувати духовне причастя під час пандемії COVID-19.
Пандемія COVID-19 також вплинула на святкування Дня святого Патрика, свята на честь приходу християнства в Ірландію, яке відзначається 17 березня, хоча служби в деяких храмах все ще проводилися, а також розпочалась частина парадів.
Хоча багато церков скасували великодні богослужіння, щоб дотримуватися правил соціального дистанціювання, частина з них планували продовжувати їх у звичайному режимі. 11 квітня 2020 року, за день до Великодня, президент американського консервативного аналітичного центру «Claremont Institute» опублікував твіт про «опір і громадянську непокору неконституційному карантину», щоб люди могли насолоджуватися «вільним сповідуванням релігії».

#### Церковні служби онлайн
У зв'язку із запровадженням принципів соціального дистанціювання багатьом церквам потрібно було знайти альтернативу звичайним церковним службам у приміщенні, і вони вирішили скористуватися послугою Інтернет-церкви. У Великодню неділю папа Франциск транслював пряму трансляцію меси з порожньої базиліки Собору Святого Петра в Римі, а архієпископ Кентерберійський Джастін Велбі транслював свою проповідь з кухні власної квартири в Лондоні. Багато приходських церков у всьому світі шукали шляхи оцифрування церковних практик, хоча частина з них обговорювали, чи можна певні літургійні практики, зокрема причастя, виконувати онлайн. У сільських церквах, де доступ до технологій був більш обмеженим, деяким місцевим церквам потрібно було пристосуватися до нових вимог, запровадивши такі практики, як процесії Святого Причастя.
Низка досліджень у галузі цифрової теології підкреслюють підвищений інтерес до перегляду та участі в онлайн-церковних службах під час карантину. Взаємозв'язок, якому сприяють цифрові технології, допоміг людям брати участь у релігійних заходах, незважаючи на фізичну віддаленість, у тому числі тим, хто раніше, можливо, ніколи не приходив до церкви. Однак інші дослідження підкреслили, що християни, які регулярно відвідували церковні служби в храмах, були менш зацікавлені брати участь в онлайн-богослужіннях, особливо міленіали.

#### За деномінацією

##### Лютеранство
Благодійна організація Євангелістсько-лютеранської церкви в Америці «Lutheran Disaster Response» відправила до Китаю, звідки пішла коронавірусна хвороба, благодійну допомогу, зокрема засоби для дезінфекції, респіратори з електроприводом для очищення повітря, щитки для обличчя, рукавички, реагенти для діагностики хвороби, апарати штучної вентиляції легень, монітори для хворих, шприцеві насоси, інфузійні насоси, та їжу для постраждалих районів.
Лютеранська благодійна організація «Lutheran World Relief» спрямувала свої зусилля над надсиланням допомоги до Африки, оскількина її думку більшість поставок надсилається до розвинутих країн, а в Африці, за словами Еллісон Беар, «повсюдна бідність і багатолюдні міські нетрі збільшують надзвичайний ризик захворіти для африканців». У клініках «Lutheran World Relief» у Найробі, де до цього кілька місяців хворим видавали ліки від ВІЛ-інфекції, місцевих жителів навчали важливості миття рук, а захисне обладнання було перепрофільовано для боротьби з пандемією COVID-19.
«Lutheran Disaster Response» підтримувала церковні їдальні для бідних, щоб «виконувати важливу роботу із забезпечення нужденних у їхніх громадах їжею». Євангелічно-лютеранська церква також надсилала продовольчі, медичні та необхідні товари до Нового Орлеана, Південної Каліфорнії, Італії, Палестини та Сьєрра-Леоне, та співпрацювала в цих питаннях з світовим лютеранським фондом та «ACT Alliance».

##### Англіканство
Церква Англії, яка є державною церквою, а також інші церковні провінції англіканської спільноти, зокрема Церква Уельсу та Шотландська єпископальна церква, призупинили особисте богослужіння на тлі пандемії. Архієпископ Кентерберійський очолив віртуальну Євхаристію, яка транслювалася на 39 станціях BBC. Архієпископ Дубліна Церкви Ірландії та єпископ Глендалоу Об'єднаної єпархії Дубліна та Глендалоу високопреосвященний Майкл Джексон зачитав онлайн молитву під час коронавірусу. Англіканський богослов і професор Оксфордського університету Н. Т. Райт у журналі «Time» охарактеризував пандемію COVID-19 як пандемію, яка зосереджена на християнській темі плачу, в якій і Бог, і людство сумують разом:
«Суть плачу, вплетеного таким чином у тканину біблійної традиції, полягає не лише в тому, що це вихід для нашого розчарування, смутку, самотності та простої неспроможності зрозуміти, що відбувається чи чому. Таємниця біблійної історії полягає в тому, що Бог теж оплакує. Деяким християнам подобається думати про Бога як про понад усе, що знає все, що керує всім, спокійним і байдужим до проблем у своєму світі. Це не та картина, яку ми маємо в Біблії. Бог був засмучений своїм серцем, проголошує Буття, через насильницьку злочестивість його людських створінь. Він був спустошений, коли його власна наречена, народ Ізраїлю, відвернувся від нього. І коли Бог особисто повернувся до свого народу — історія про Ісуса не має сенсу, якщо вона не про це — він плакав на могилі свого друга. Святий Павло говорить про Святого Духа, який „стогне“ в нас, як ми самі стогнемо від болю всього творіння. Стародавнє вчення про Трійцю вчить нас розпізнавати Єдиного Бога в сльозах Ісуса і стражданнях Духа.»
Оригінальний текст (англ.)
The point of lament, woven thus into the fabric of the biblical tradition, is not just that it's an outlet for our frustration, sorrow, loneliness and sheer inability to understand what is happening or why. The mystery of the biblical story is that God also laments. Some Christians like to think of God as above all that, knowing everything, in charge of everything, calm and unaffected by the troubles in his world. That's not the picture we get in the Bible. God was grieved to his heart, Genesis declares, over the violent wickedness of his human creatures. He was devastated when his own bride, the people of Israel, turned away from him. And when God came back to his people in person—the story of Jesus is meaningless unless that's what it's about—he wept at the tomb of his friend. St. Paul speaks of the Holy Spirit "groaning" within us, as we ourselves groan within the pain of the whole creation. The ancient doctrine of the Trinity teaches us to recognize the One God in the tears of Jesus and the anguish of the Spirit.
Собор Святого Іоанна Богослова, який належить протестантській єпископальній єпархії Нью-Йорка, зголосився перетворитись на польову лікарню для хворих коронавірусною хворобою, якою опікуватимуться медичні працівники «Samaritan's Purse», які запропонували свої послуги.
Архієпископ Кентерберійський, голова Англіканської консультативної ради та генеральний секретар Англіканської спільноти написали спільного листа до англіканської спільноти. У листі зазначалося: «У наших молитвах, окрім молитви за тих, хто хворий і за тих, хто самотній, ми повинні молитися про мудрість для тих, хто має владу, і про силу для медичних працівників. Ми повинні зробити більше, ніж молитися. Ми також повинні діяти, прислухаючись до порад наших відповідних національних і місцевих органів влади, які працюють над стримуванням поширення хвороби; і ми повинні піклуватися про тих, хто не може подбати про себе».
5 травня 2020 року англіканська церква оприлюднила заяву з вказівками для приходських церков, оскільки в усьому світі розпочали поступово відкриватися установи та заклади. Колегія єпископів згадала про можливість «дуже обмеженого доступу до будівель церков для таких заходів, як трансляція богослужінь або приватна молитва священнослужителів у їхніх власних парафіях, доки запроваджені необхідні заходи гігієни та соціального дистанціювання».

##### Методизм
Єпископ Щорічної конференції Об'єднаної методистської церкви Південної Кароліни Л. Джонатан Холстон рекомендував церквам продовжувати богослужіння, надаючи підвищену увагу прибиранню місць богослужіння, забезпечувати наявність засобів для миття рук, і навчати членів громад соціальному дистанціюванню та іншим профілактичним заходам. 13 березня 2020 року єпископ Елейн Дж. В. Становські з Тихоокеанської північно-західної щорічної конференції Об'єднаної методистської церкви оприлюднив заяву, яка буде дійсною до початку Страсного тижня, яка рекомендує «місцевим церквам будь-якого розміру та іншим релігійним закладам в штатах Аляска, Айдахо, Орегон і Вашингтон призупинити особисті богослужіння та інші зібрання понад 10 осіб на наступні два тижні». Багато відгалужень методистської церкви, які дотримуються вчення про недільний суботній день, перевели свої церковні служби в Інтернет; зокрема, 90 % парафій Тихоокеанської північно-західної щорічної конференції Об'єднаної методистської церкви після цього пропонували богослужіння через Інтернет-трансляцію.

##### Католицизм

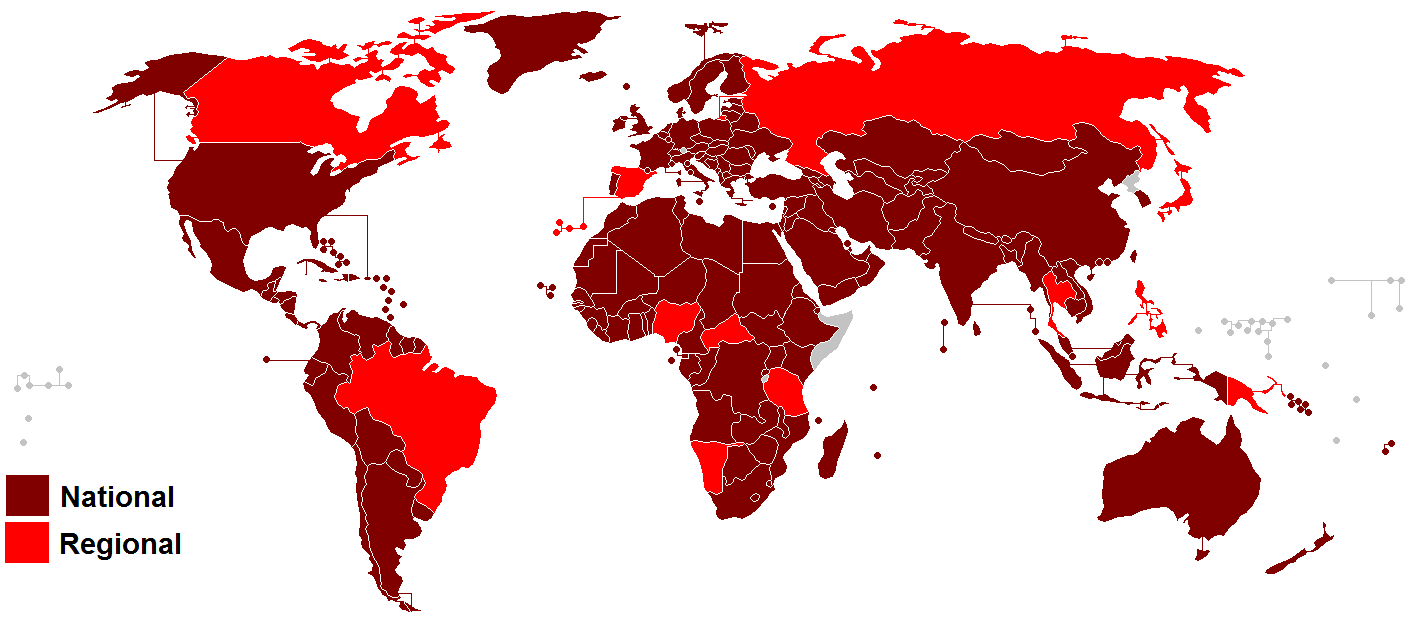
Країни, де під час пандемії COVID-19 були призупинені католицькі меси з присутністю людей, на регіональному рівні (червоним) або національному рівні (бордовим).

Значна кількість католицьких церков дзвонили в церковні дзвони 5 разів на день під час Літургії годин як заклик до молитви в умовах пандемії коронавірусної хвороби. В Іспанії багато міст скасували свої свята на Страсний тиждень (у 2020 році 5–11 квітня) — зазвичай великі заходи з парадами та значними витратами на туризм — від середини березня у зв'язку з пандемією; у Севільї заходи були вперше скасовані з 1933 року.

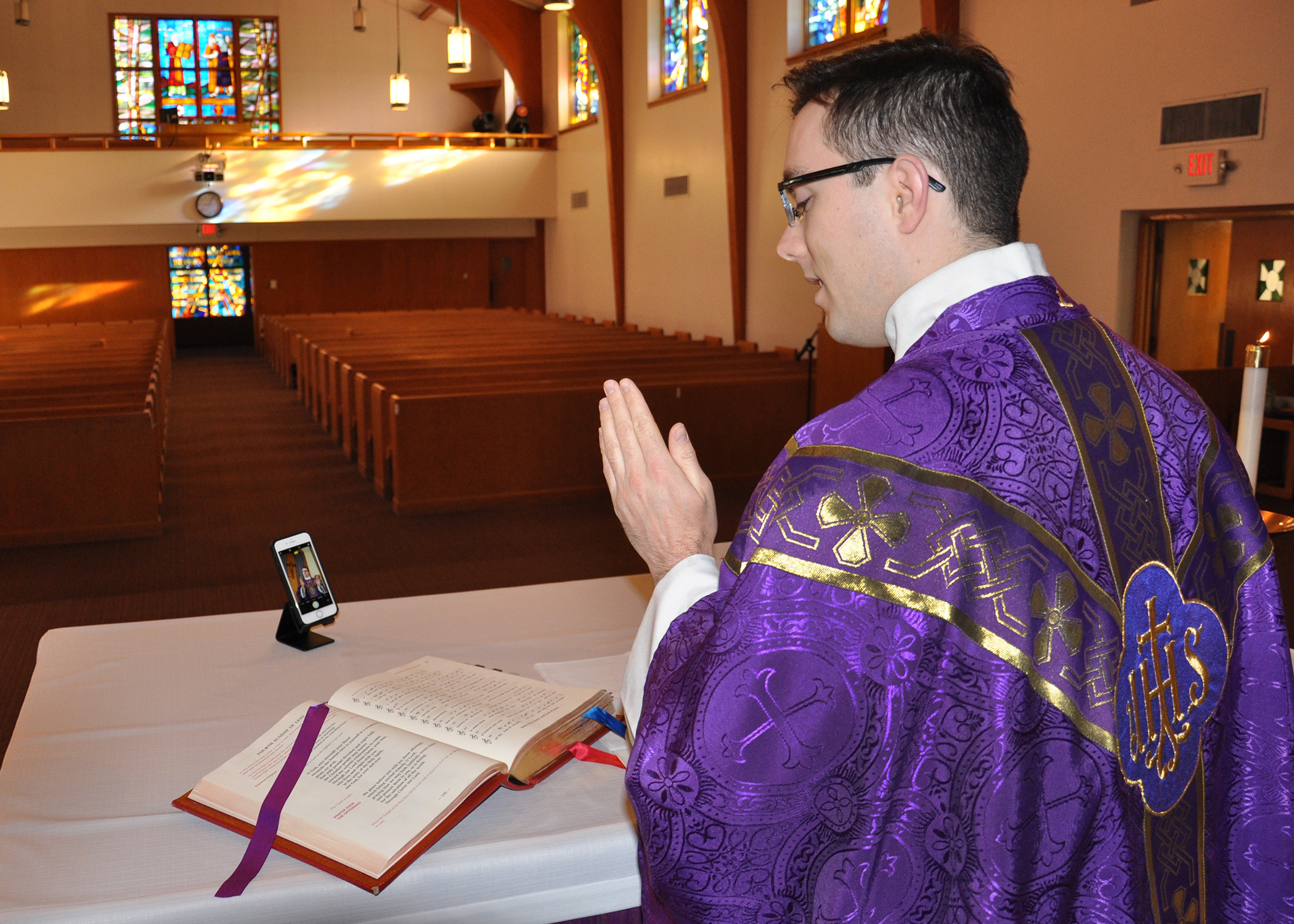
Американський військовий капелан готується до прямої трансляції служби в порожній каплиці на авіабазі Оффутт у березні 2020 року.

Ватикан повідомив, що в Римі скасовано святкування Страсного тижня, який припадає на останній тиждень християнського покаянного періоду Великого посту. Оскільки Римська єпархія закрила свої церкви та каплиці, то на площі Святого Петра не було християнських паломників; з іншого боку, Архієпархія Нью-Йорка, хоча й скасувала служби, проте залишила свої церкви відкритими для молитви. Подаючи приклад для церков, які не можуть проводити публічні меси у зв'язку з карантином, 9 березня 2020 року Папа Франциск почав транслювати щоденні меси в прямому ефірі зі свого дому в Domus Sanctae Marthae. В архієпархії Портленда в Орегоні на короткий час був використаний інший підхід, оскільки архієпископ Александр Семпл наказав парафіям проводити більше мес, щоб зменшити відвідуваність кожної окремої меси; однак посилення обмежень на громадські заходи в Орегоні призвело навіть до того, що починаючи з 17 березня архієпископ Семпл призупинив проведення публічних мес.
До 20 березня 2020 року усі римо-католицькі єпархії в США призупинили публічні меси та відмовилася від обов'язкового відвідування недільної меси; Українська греко-католицька церква в США також призупинила публічні божественні літургії, як і Пассаїцька єпархія Русинської греко-католицької церкви.
Верховний Трибунал Апостольської пенітенціарії 20 березня 2020 року надав повний відпуст усім віруючим, інфікованим коронавірусом. Крім того, ті, хто не може прийняти таїнство єлеопомазання, зокрема хворі на COVID-19, можуть отримати повний відпуст, прочитавши молитви, особливо Вінчик Божому Милосердю, самостійно, рекомендовано з наявністю розп'яття.
У зв'язку із запровадженням соціального дистанціювання, яке обмежує публічне святкування таїнств, багато священників розпочали шукати інновації. Деякі священики почали пропонувати сповідь особам, які перебувають в автомобілі. Єпархія Кесон-Сіті оголосила про загальне відпущення гріхів онлайн через пряму трансляцію, але скасувала подію, виявивши, що священик, який дає відпущення гріхів, і люди, які каються, мають знаходитись фізично в одному місці. Подібним чином архієпархія Канзас-Сіті намагалася дозволити сповідь через дзвінок на мобільний телефон, але зіткнулася з тією ж проблемою щодо відпущення гріхів. Архиєпископ Леонард Блер написав у пам'ятці єпископам США: «Що стосується покаяння, зрозуміло, що таїнство не можна відправляти через мобільний телефон». Спрінгфілдська єпархія в Массачусетсі намагалася дозволити медсестрам помазувати пацієнтів, поки священики читають молитви для соборування, але цю практику було швидко скасовано, оскільки помазання не можна правомірно делегувати. З іншого боку декан факультету католицької теології Віденського університету Йоганн Пок писав, що якщо Папа міг передати «повну поблажливість» світу через телебачення, «чому тоді єпископ не може… святкувати Євхаристії для всієї його дієцезії, де віруючі перед екранами беруть активну участь і роблять це не просто духовним, а справжнім причастям з хлібом (і вином) за столом?».

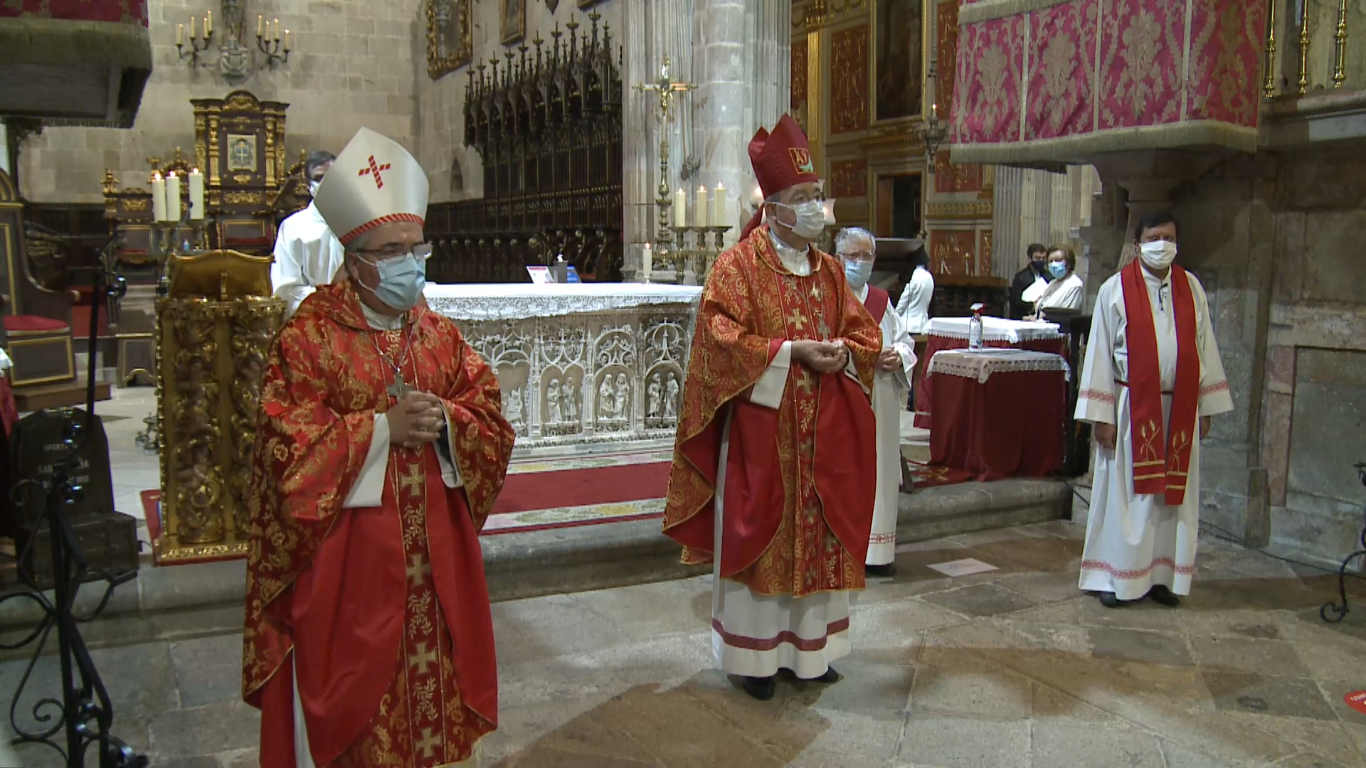
Жорже Ортіга, архієпископ Браги, у захисній масці під час меси П'ятидесятниці в травні 2020 року.

До середини березня 2020 року Маронітська церква в Лівані, щоб зупинити поширення хвороби, дозволила приймати Євхаристію в руку, що раніше було заборонено. Деякі парафії допускали дві черги причасників: одну для тих, хто бажав традиційно приймати на язик, і тих, хто бажав приймати в руку. Це призвело до протестів з боку традиційних маронітів, включаючи інцидент 8 березня в церкві міста Аджалтуна, де протестувальники кричали «Ми є Церква» у відповідь на вимогу священика підкоритися вимогам церкви.
Коли хвороба розпочала швидко поширюватися в Новому Орлеані, 24 березня 2020 року губернатор Луїзіани Джон Бел Едвардс закликав провести день молитви та посту. Бел Едвардс писав, що він і його дружина «вірять у силу молитви і знають, ґрунтуючись на нашій католицькій християнській вірі, що молитва в поєднанні з постом приємна Богу». Напередодні архієпархія Нового Орлеана повідомила, що 23 березня в архієпископа Грегорі Еймонда підтвердився позитивний результат тестування на COVID-19. 70-річний архієпископ заявив, що почувався погано, і його обстежили на наявність хвороби. Він заявив, що буде продовжувати транслювати роздуми про кризу на Facebook та на веб-сторінці архієпархії.
20 березня 2020 року Папа Франциск повідомив про заснування Ватиканської комісії щодо COVID-19, яка працюватиме під керівництвом Дикастерії при Службі інтегрального людського розвитку, щоб знайти можливі рішення для проблем, які принесе пандемія COVID-19.
27 березня 2020 року Папа Франциск промовив благословення Urbi et Orbi, яке зазвичай читається на Різдво та Великдень, з порожньої площі святого Петра після молитви за здоров'я всього світу. Для молитовної служби Франциск привіз розп'яття з Сан-Марчелло-аль-Корсо, яке носили вулицями Риму під час чудесного лікування чуми 1522 року.
Католицькі єпархії та релігійні інститути запропонували церковні приміщення для проведення заходів з охорони здоров'я та забезпечення житлом нужденних під час пандемії, а Святий Престол вжив заходів для захисту своїх громадян групи високого ризику, в яких був більший ризик до розвитку ускладнень внаслідок COVID-19. У найбільш постраждалому місті в Італії Бергамо, де в моргах не вистачало місця, єпископ Франческо Бескі наказав використовувати церкви як морги, як «акт ніжності до людей, які помирають на самоті та [чиї] тіла, ймовірно, можуть залишитися непохованими». Папа Франциск попросив церкву прийняти та надати притулок бездомним під час пандемії, а 6 квітня 2020 року він пожертвував 750 тисяч доларів США країнам, які найбільш постраждали внаслідок пандемії COVID-19.
Розмірковуючи про пандемію коронавірусу, єпископ Гайнер Вілмер з Гільдесгайма заявив, що «криза [коронавірусу] не є покаранням від Бога», і нагадав питання Мартіна Лютера про прямий доступ до Бога, пропонуючи вірним звернути свою увагу на Біблію та домашні церкви раннього християнства. Кардинал Антоніо Марто, єпископ Лейрії-Фатіми, назвав думку про те, що пандемія була Божою карою, «нехристиянською», і далі сказав, що такі думки можуть бути виправдані лише через «невігластво, сектантський фанатизм або божевілля». 25 березня кардинал Марто відновив посвячення Португалії та Іспанії Найсвятішому Серцю Ісуса та Непорочному Серцю Марії, а також додав назви 24 інших країн на прохання їхніх відповідних єпископських конференцій.
Маркус Блюмель з Католицької соціальної академії Австрії 3 квітня 2020 року, рефлектуючи до соціального вчення католицької церкви, звернувся з проханням до громадськості виступити за прийняття універсального базового доходу у відповідь на пандемію. У своєму пасхальному посланні 12 квітня 2020 року Папа Франциск повторив цей заклик, написавши: «Це, можливо, настав час розглянути загальну базову заробітну плату, яка б визнавала та гідно відзначала благородні, важливі завдання, які ви виконуєте. Це гарантувало б і конкретно досягти ідеалу, водночас настільки людського і такого християнського, що немає жодного працівника без прав». Франциск святкував Страсний тиждень і Великдень у майже порожньому Соборі Святого Петра.

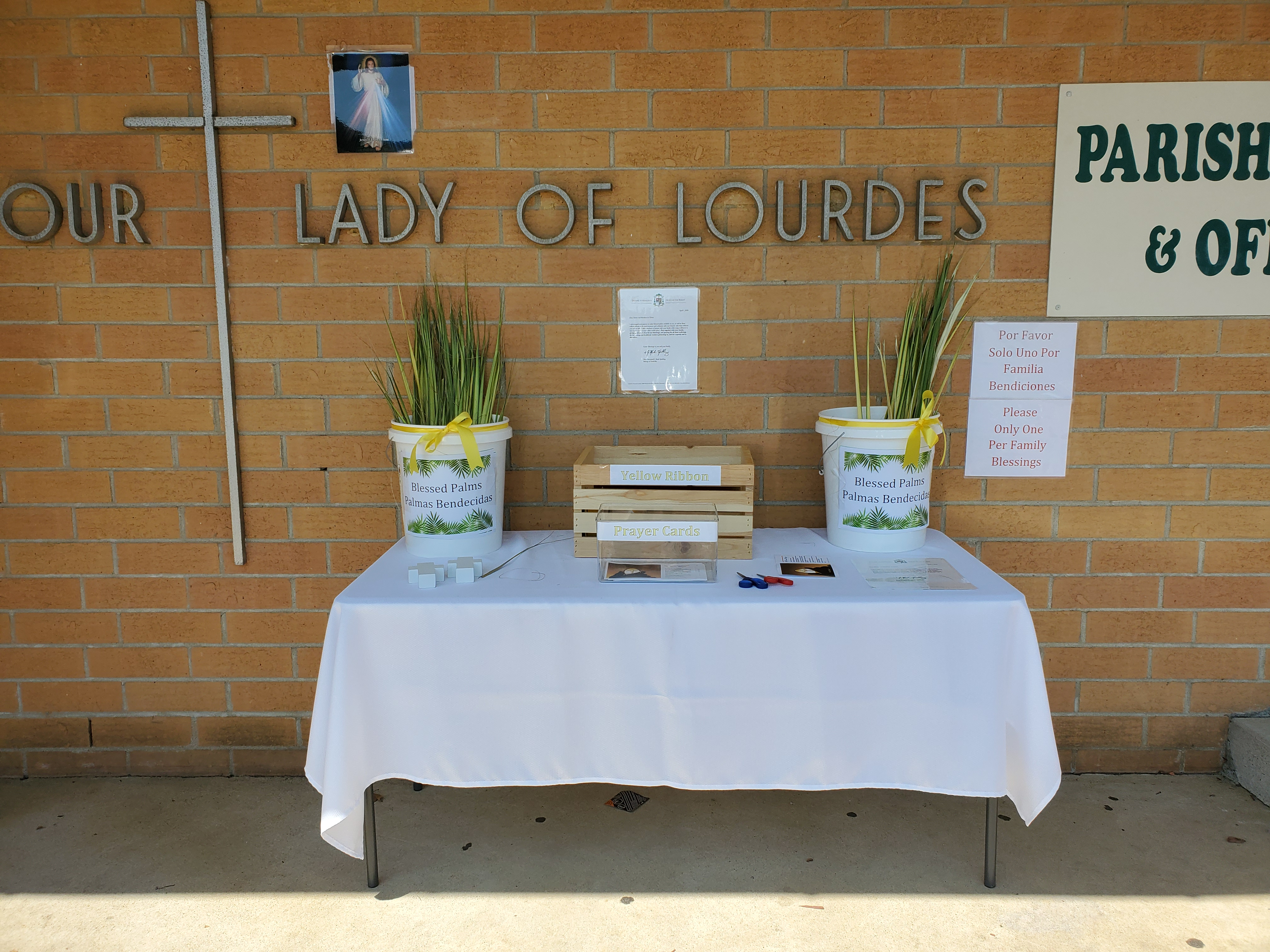
У зв'язку з тим, що меси були скасовані, у Вербну неділю в католицькій церкві Богоматері Лурдської в Спрінгфілді, штат Теннессі, було встановлено стіл із освяченими пальмами, жовтими стрічками та молитовними картками.

По всій Європі керівники церков закликали до «солідарності та розсудливості» у відповідь на пандемію COVID-19. У деяких європейських країнах католицькі меси були повністю припинені, а в інших продовжували проводитися з меншими групами людей. В Іспанії Єпископська конференція "призупинила всі проповіді, концерти та катехизацію в церковних приміщеннях і закликала католиків «з хронічними захворюваннями, людей похилого віку, ослаблених або з потенційним ризиком, а також тих, хто живе з ними» стежити за месами через засоби масової інформації. У Польщі єпископська конференція скасувала своє березневе пленарне засідання. У єпархії Бергамо на півночі Італії станом на березень 2020 року велика кількість священнослужителів отримали позитивний результат на COVID-19, і 6 з них померли.
У Німеччині голова Єпископської конференції Німеччини єпископ Георг Бетцінг висловив розчарування з приводу того, що заборона церковних служб залишається в силі, як було встановлено 15 квітня канцлером Ангелою Меркель. Бетцінг наголосив на релігійній свободі та сказав, що він упевнений, що обговорення цього питання з федеральним урядом «дуже скоро призведе до консенсусу, який знову зробить відповідальні форми поклоніння в наших церквах можливими».
Католики Східної Європи підтримали заходи щодо пом'якшення карантинних заходів при COVID-19, але для деяких пандемія оживила болісні спогади про комуністичне правління. Польська радіоведуча Глабіш-Пневська описала вид порожнього храму як «жахливий», проводячи паралель між ситуацією та гіпотетичною Католицькою Церквою сьогодні, «якби минулі антикатолицькі дії переважали». Румунський єпископ Вірджіл Берча, представник церкви, яка зазнала переслідувань під час комуністичних режимів, сказав, що хоча закриття церков у Румунії ставилося під сумнів, він передбачив, що більшість критиків відреагують по-іншому, якби їхні сім'ї постраждали від COVID-19. «Ми це вже переживали, коли нічого не мати було нормально. Тоді був комунізм, а зараз коронавірус. Ситуація інша, але реалії майже такі ж». В Італії було заборонено церковні зібрання. Італійські єпископи домовилися з урядом щодо угоди про релігійні зібрання з дотриманням заходів безпеки, таких як маски, рукавички та безпечне дистанціювання, але італійський уряд піддався тиску, щоб скасувати вимогу щодо термометрії відвідувачів церков на вході.
Фінансовий звіт Ватикану за 2020 рік показав зменшення доходів приблизно на 50 %, але Інститут релігійних справ заявив більший дохід. Витрати булозменшено на 3,88 мільйонів доларів. Ватикан також планував збільшити свій ліквідний капітал у відповідь на ринкову невизначеність, щоб уникнути продажу активів Церкви за несприятливих ринкових умов. 10 січня 2022 року Папа Римський Франциск виступив із заявою щодо вакцин проти COVID-19. Папа заявив, що вакцинація проти COVID-19 є «моральним обов'язком», і засудив тих осіб, які були схилені «безпідставною інформацією» до відмови від вакцинації, що є найефективнішим заходом для порятунку життя.

##### Православні церкви
Православний Вселенський Патріархат Константинополя оголосив про призупинення у всьому світі всіх «богослужінь, заходів і обрядів, за винятком приватної молитви в церквах, які залишатимуться відкритими, до кінця березня».
Патріарх Александрійський Феодор II закликав духовенство всього континенту «втішати і підтримувати наших африканських співвітчизників, навчати їх елементарної гігієни та чистоти, тому що більшість з них не мають доступу до чистої води. Оскільки ситуація серйозна, я рекомендую вам виконувати постанови та рішення країн, у яких ви служите».
Православний Патріархат Антіохії та всього Сходу 21 березня 2020 року оприлюднив спільну заяву з главами інших церков Сирії та Лівану, в якій оголосив про призупинення всіх загальних молитовних служб, включаючи літургії, у всіх церквах з дня публікації заяви на невизначений термін.
У спільному комюніке з главами інших єрусалимських церков Єрусалимський греко-православний патріархат закликав віруючих дотримуватися положень та інструкцій цивільної влади щодо COVID-19.
Російська православна церква не призупинила богослужіння, але вжила запобіжних заходів, щоб зменшити можливість поширення інфекції. Румунська православна церква, Сербська православна церква, Болгарська православна церква, і Грузинська православна церква запровадили аналогічні запобіжні заходи, не припиняючи служби.
У проповіді 29 березня патріарх Московський Кирило закликав віруючих тимчасово утриматися від відвідування церковних служб і взяти на себе зобов'язання «неухильно виконувати всі розпорядження, які виходять від санітарних органів Росії».

###### Сербська православна церква
Загалом станом на липень 2021 року від COVID-19 померли 4 єпископи і патріарх Сербської православної церкви.
Глава церкви, патріарх Іриней, помер від COVID-19 20 листопада 2020 року. Він заразився раніше того ж місяця після участі в похороні сербського православного єпископа-митрополита Чорногорії та Примор'я Амфілохія Радовича, який також помер від COVID-19. Похорон єпископа Амфілохія в Подгориці відбувся з порушенням карантинних заходів Чорногорії щодо соціального дистанціювання, і офіційні особи вважають, що цей похорон призвів до поширення хвороби. Після спалаху в Подгориці сербські православні священики почали закликати своїх парафіян серйозніше поставитися до хвороби. Ще два єпископи Сербської православної церкви, Мілутин Кнежевич і Артемій Радосавлевич, померли від COVID-19 у 2020 році. Єпископ на спочинку Атанасій Євтич помер 4 березня 2021 року від ускладнень, спричинених COVID-19.

###### Інші православні церкви
У Патріарха Філарета, колишнього почесного патріарха Православної Церкви України, засновника та діючого патріарха Української Православної Церкви — Київського Патріархату, канонічність якої не підтверджено іншими православними церквами, підтвердився позитивний тест на COVID-19. Він стає першим керівником або патріархом автокефальної православної церкви з самопроголошеною автокефалією, який захворів на коронавірусну хворобу. Кількома місяцями раніше він заявляв, що пандемія — це Божа кара за одностатеві шлюби, які зараз в Україні не визнані законодавчо. Активісти повідомляють, що гомофобія все ще поширена в свідомості значної кількості жителів країни.

##### Анабаптизм
Після того, як губернатор Огайо Майк Девайн видав розпорядження про заборону зібрань за участі більше ніж 10 осіб, керівний комітет амішів штату Огайо порадив усім церковним округам прислухатися до розпоряджень штату, наказавши членам релігійної громади «скасувати або відкласти весілля, молодіжні та сімейні зібрання до нових розпоряджень». Щотижнева газета амішів «The Budget» до 10 квітня «присвятила понад 50 сторінок листам від громад амішів по всій країні, які намагаються поєднати соціальне дистанціювання зі способом життя, який виживає завдяки громадській роботі та поклонінню».

##### П'ятидесятництво
У штаті Міссісіпі в квітні 2020 року перша п'ятидесятницька церква у Голлі-Спрінгс успішно вела судовий позов проти влади свого міста через наказ залишатися вдома, після того, як місцева поліція зірвала пасхальну службу та вивчення Біблії. Церква була знищена вщент через місяць, 21 травня 2020 року під час підпалу, а на стоянці біля церкви було написано повідомлення «Б'юся об заклад, що ви, лицеміри [sic], залишитеся вдома».

##### Неконфесійне християнство
Інші християнські церкви, включно з неконфесійними церквами, почали використовувати прямі трансляції з функцією чату та наголошувати на зібраннях у невеликих групах, зокрема серед найближчих родичів, припиняючи при цьому особисте відвідування церкви. Ці трансляції відбувались на церковній онлайн-платформі «Life.Church» і кодері, відомому як «Living As One». На них публікувалися також статті, щоб допомогти тим, хто раніше не відвідував пряму трансляцію. Відповідно до місцевих рекомендацій, низка церков, зокрема «Cornerstone Fellowship» в Іст-Бей у Каліфорнії, перейшли виключно в онлайн, наголошуючи, що це робиться не через страх чи паніку, а задля турботи про людей похилого віку. У Гонконзі церкви також перейшли на платформу Open Network Church Online Life.Church.

##### Церква Ісуса Христа Святих останніх днів
У зв'язку з пандемією COVID-19 Церква Ісуса Христа Святих останніх днів тимчасово призупинила всі богослужіння по всьому світу. 25 березня 2020 року в усьому світі тимчасово закрили всі храми Церкви Ісуса Христа Святих Останніх Днів. 4 квітня президент церкви Рассел М. Нельсон закликав до всесвітнього посту наступної п'ятниці, заявивши: «Я запрошую всіх, включаючи тих, хто не нашої віри, постити і молитися 10 квітня, у Страсну п'ятницю, щоб теперішню пандемію можна було контролювати, захистити піклувальників, зміцнити економіку, а життя нормалізувати». Церква описала голодування як «перебування без їжі або води протягом двох послідовних прийомів їжі або 24 годин».
Благодійна організація церкви пожертвувала медичні товари і продукти харчування 16 країнам, які постраждали від COVID-19. Церква співпрацювала з «Project HOPE» для надання засобів індивідуального захисту, «Moms Against Poverty», та некомерційною організацією INTERSOS, що надає допомогу під час стихійних лих. Церква Ісуса Христа Святих Останніх Днів пожертвувала засоби захисту та апарати для підтримки дихальної системи Китаю, та харчові набори місцевим організаціям у США.
6 травня 2020 року Церква Ісуса Христа Святих Останніх Днів опублікувала відео, на якому представники церкви намагаються вирішити, коли богослужіння повернуться до нормального режиму після того, як їх призупинили під час спалаху COVID-19. «Ми продовжуватимемо молитися та діяти з великою обережністю. Ваша безпека та благополуччя завжди будуть для нас найбільшою турботою», — сказав президент церкви Рассел М. Нельсон.

### Іслам

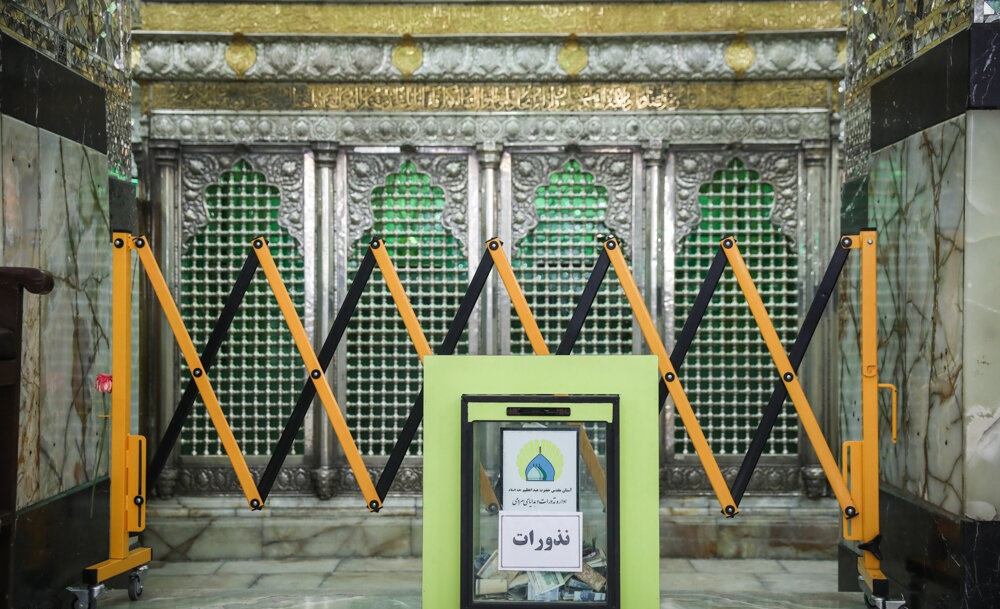
Зачинений храм Шах-Абдол-Азім в іранському місті Рей.

Під час пандемії COVID-19 виникло занепокоєння, що поширення хвороби може бути важко контролювати під час подорожей і зібрань у період Рамадану, Курбан-байраму та Рамазан-байраму. У кількох країнах були скасовані зібрання для молитов таравіх під час Рамадану, оскільки по всьому світу були закриті мечеті. Рада старших вчених із Саудівської Аравії закликала мусульманський світ підготуватися до Рамадану, дотримуючись запобіжних та профілактичних заходів для уникнення інфікування щодо актів поклоніння, що включає уникнення таких зібрань, як спільний іфтар і сухур.
Саудівська Аравія закрила Велику мечеть Мекки для відвідувачів умри та заборонила торкатися до Кааби до 5 березня, після чого мечеть була частково знову відкрита 7 березня. 5 березня уряд Саудівської Аравії додав подальші кроки щодо Великої мечеті Мекки та Аль-Масджід Аль-Набауї в Медині, які включали тимчасове закриття Великої мечеті з метою дезінфекції. 20 березня обидві мечеті були закриті для відвідувачів, і це закриття тривало протягом Рамадану. Під час хаджу, який розпочався 28 липня 2020 року, нараховувалось лише 1000 паломників, що значно менше порівняно з 2,5 мільйонами минулого року. До хаджу допускалися лише ті паломники, які вже перебували в Саудівській Аравії, та мали вік від 20 до 50 років, та пройшли схвалення в рамках процесу онлайн-перевірки. Вони повинні були погодитися дотримуватися суворих заходів, включаючи карантин до і після хаджу.
Ісламське товариство Північної Америки, Мусульманська медична асоціація Канади та Канадська рада імамів рекомендували громадам призупинити п'ятничні молитви та зібрання. Мечеті у Великій Британії призупинили зібрання, включно з традиційними п'ятничними молитвами, оскільки в урядові документи було сказано, що соціальне дистанціювання може знадобитися в Британії до осені. Ісламська рада Німеччини заявила, що через неможливість щоденних і п'ятничних молитов втрачено значну частину пожертвувань, а відповідної заміни не знайдено.
У Південно-Східній Азії 20 березня офіційні особи Малайзії повідомили, що 624 із 1030 випадків COVID-19 у країні були пов'язані із зібраннями, організованими місіонерським рухом Джамаат Табліг у мечеті за межами Куала-Лумпура наприкінці лютого. У Малайзії, Сінгапурі та Брунеї закриті мечеті. Рада індонезійських улемів видала фетву, яка рекомендувала мусульманам молитися вдома та уникати мечетей, де є високий ризик заразитися хворобою. У Пакистані мечеті могли залишатися відкритими.
Мечеть Купол Скелі закрилася, хоча мусульмани продовжували молитися на Храмовій горі. Релігійні лідери Кувейту та Саудівської Аравії настійно закликали людей молитися вдома та уникати відвідування мечетей для регулярних і п'ятничних молитов. Управління у справах релігії Туреччини ввело загальнонаціональну заборону на молитовні зібрання в мечетях, включаючи п'ятничну молитву. В Ірані були тимчасово закриті мавзолей імама Рези, мавзолей Фатіми аль-Маасуми, мечеть Шах-Абдол-Азім і мечеть Джамкаран. Також в Ірані були призупинені п'ятничні молитви.
Зібрання руху «Джамаат Табліг» у Делі в Індії сприяв появі групи з понад 900 випадків хвороби по всій країні, і станом на 23 квітня 2020 року приблизно 30 % від загальної кількості випадків COVID-19 в Індії були пов'язані з цим зібранням. З'явились низка фейкових повідомлень і неправдивих чуток про те, що члени руху не співпрацювали з владою, погано поводилися з медичним персоналом, приховували свою історію подорожей і переховувалися,, в той час як поліцейські органи в деяких штатах оголосили про винагороду за інформацію про його учасників. Цей інцидент також призвів до зростання ісламофобських настроїв і сприяв зростанню міжконфесійної напруги в Індії. Велика кількість випадків у Південно-Східній Азії була пов'язана з іншим великим релігійним заходом «Табліг Акбар», який відбувся наприкінці лютого 2020 року. 19 березня 2020 року 25 тисяч осіб зібралися в Бангладеш, щоб послухати зцілюючу молитву з Корану для позбавлення країни від смертельного вірусу.
На тлі поширення COVID-19 у Пакистані та обопільного тиску медичного товариства Пакистану та консервативної спільноти духовенства та населення країни; посеред критики з боку раціональних науковців, які висловлюють своє занепокоєння щодо того, наскільки люди на практиці дотримуватимуться узгодженого списку правил, що може призвести до продовження поширення COVID-19; президент Пакистану виступив посередником у досягненні консенсусу з улемами (духовенством) Пакистану, що складався з 20 пунктів запобіжних заходів, яких слід дотримуватися під час святкових ісламських релігійних зібрань у період карантину.
Мусульмани в низці країн не могли дозволити собі забій худоби на Курбан-байрам 31 липня 2020 року внаслідок підвищення цін після початку пандемії. Повідомлялося, що Сомалі була однією з країн, де віруючі не могли провести забій худоби, а в деяких частинах Західної Африки ціни на худобу подвоїлися.

### Юдаїзм

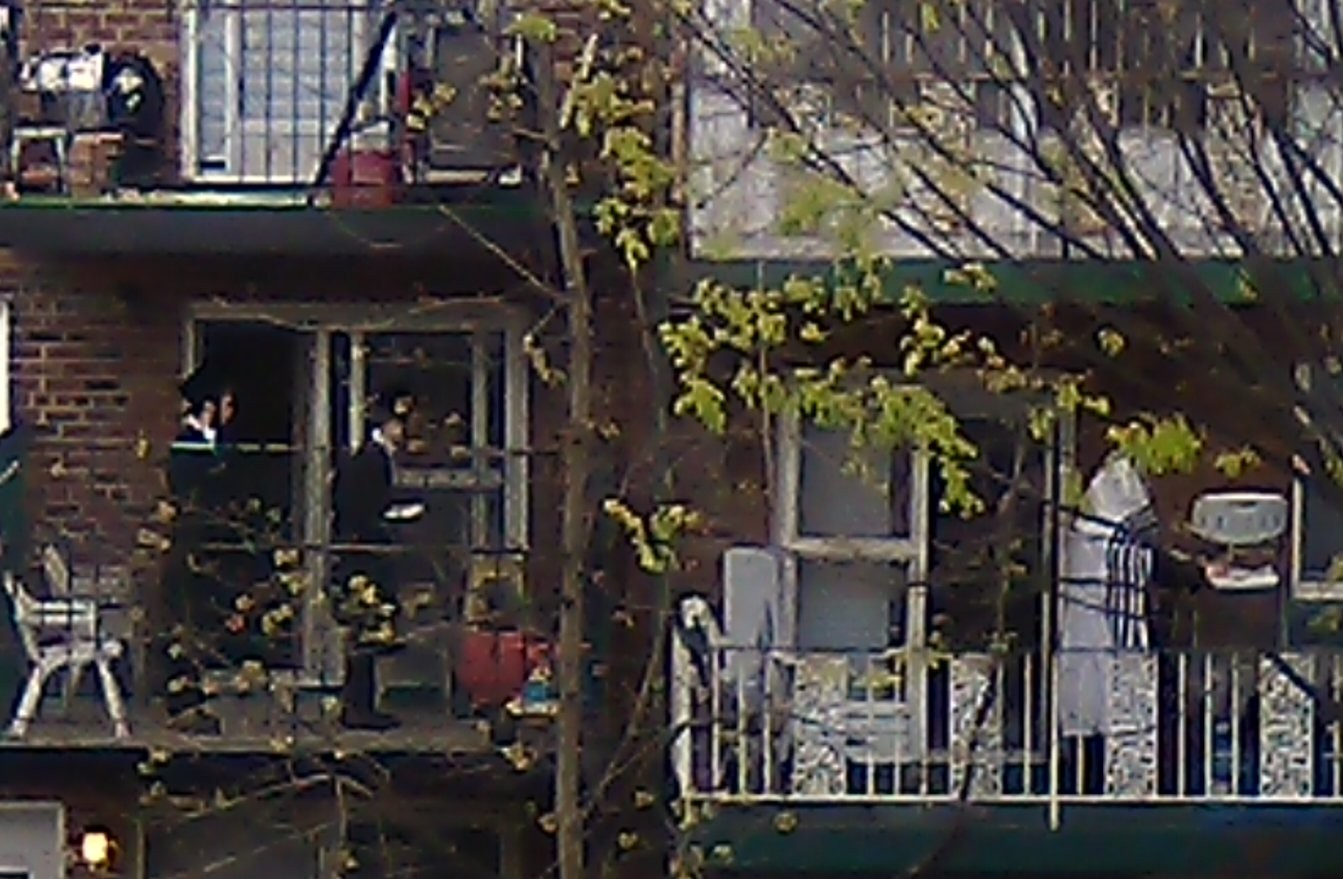
Ортодоксальні євреї моляться на балконах через закриття синагог (квітень 2020 року, Боро-Парк, Бруклін).

15 лютого 2020 року тисячі євреїв зібралися біля Стіни плачу, щоб помолитися за припинення пандемії коронавірусної хвороби, і це богослужіння очолив головний рабин Цфату Шмуель Еліяху. До 12 березня, коли на вимогу поліції головні рабини Ізраїлю Давид Лау та Іцхак Йосеф наказали віруючим євреям уникати відвідування святих місць, лише невелика кількість осіб продовжували там молитися. Однак, навіть коли 30 березня уряд заборонив колективні молитви з міньяном (публічне молитовне зібрання із 10 осіб або більше), було передбачено спеціальний виняток, щоб молитви могли продовжуватися біля Стіни плачу тричі на день.
Внаслідок пандемії COVID-19 було скасовано багато зібрань, пов'язаних із єврейськими святами Пурим та Песах.
Рада рабинів Америки, виступаючи від імені ортодоксальних юдеїв, випустила вказівку про те, що «публічні зібрання в синагогах і школах мають бути суворо обмежені». Асамблея рабинів, виступаючи від імені громади консервативного юдаїзму, заявила, що «захист людського життя переважає майже всі інші єврейські цінності», і рекомендувала відкласти весілля.
Головний рабин Воррен Голдштейн призупинив роботу синагог у ПАР.
Головний рабин Великої Британії порадив призупинити богослужіння в синагогах. Інші релігійні лідери закликали до самоаналізу та вдосконалення.

### Індуїзм
Фестиваль Пангуні Утірам, який зазвичай асоціюється з ходами, скасовано внаслідок пандемії COVID-19. Уряд Непалу дав дозвіл лише 25 паломникам одночасно відвідувати священний храм Пашупатінатх у столиці країни Катманду.
9 березня 2020 року тисячі віруючих взяли участь у фестивалі «Аттукал Понгала», де приносяться жертви індуїстській богині, незважаючи на «високий рівень тривоги», оголошену урядом штату Керала.
Індуїстський фестиваль «Холі» святкувався з обережністю ще до того, як уряди штатів почали запроваджувати карантинні заходи. Інші індуїстські фестивалі, такі як «Наваратрі», «Рам Навамі», «Хануман Джаянті», а також різноманітні регіональні індуїстські новорічні дні, такі як Вайсахі, Ньєпі, Угаді, Гуді Падва, Бохаг Біху, Вішу, Пахела Байшак, Джуд Шітал, Пана Санкранті, Наврех, Четі Чанд, Путханду, Алут Авурудда, Саджибу Нонгма Панба, Бвісагу та Меша Санкранті, індуїсти в усьому світі мали святкувати вдома внаслідок суворого карантину в Індії та інших країнах. Молитовні служби транслювалися в прямому ефірі, щоб глядачі могли дивитися їх вдома.
2 квітня 2020 року тисячі віруючих зібралися в храмах у різних частинах Західного Бенгалу з нагоди свята Рама Навамі, ігноруючи норми соціального дистанціювання, встановлені урядом на час загальнонаціонального карантину.
Проведення фестивалю Ганеш-Чатурті в Індії також зазнало значного впливу пандемії. У Мумбаї, який є епіцентром фестивалю, провели скорочену версію фестивалю. Існували обмеження щодо висоти ідолів, розміщених мандалами, які не мали перевищувати 4 футів. Це також було зроблено з огляду на те, що міська влада створила понад 100 штучних ставків для занурення, щоб уникнути скупчення великого натовпу в централізованих зонах. Найпопулярніший мандал Лалбаугча Раджа створив центр донорства крові протягом усього фестивалю, і не встановлював ідола вперше за 86 років ритуалу.
Незважаючи на занепокоєння щодо можливості другої хвилі COVID-19 у країні, весняний індуїстський фестиваль Холі 29 березня 2021 року зустрічали великі натовпи людей, багато з яких порушували вказівки щодо охорони здоров'я та безпеки, зокрема щодо соціального дистанціювання.

### Джайнізм
Головне свято джайнів Махавір-Джаянті, пов'язане з народженням засновника джайнізму Махавіри, яке припадає на 6 квітня 2020 року, та зазвичай відзначається великою процесією, скасовано по всій країні, а послідовникам цієї релігії релігійними лідерами було рекомендовано проводити релігійні ритуали вдома.

### Сикхізм
Громада сикхів рекомендувала скасувати служби в ґурдварах. Крім того, багато сикхських ґурдвар призупинили надання безкоштовної їжі відвідувачам ґурдвари та вирішили транслювати читання священних писань у прямому ефірі. Центральна рада сикхів рекомендувала літнім сикхам залишатися вдома, хоча вона дозволила проведення запланованих весіль. Співи релігійних гімнів Нагар-кіртан, пов'язані із весняним святом Вайсакхі, також були призупинені або відкладені.
Сикхський центр у Нью-Йорку підготував понад 30 тисяч домашніх страв для американців, які перебувають на самоізоляції на тлі спалаху нового коронавірусу. Офіс мерії Нью-Йорка надав спільноті сикхів продовольчі пакети, які роздали кілька федеральних агентств у районах міста.
Вищий комітет управління ґурдварами запропонував допомогу для лікування хворих коронавірусною хворобою у своїх лікарнях. Керівництво Делійської сикхської ґурдвари надало свої кімнати персоналу лікарні, оскільки вони стикалися з переслідуваннями з боку орендодавців і сусідів.

### Буддизм
Буддисти в Сінгапурі та в усьому світі адаптувалися, практично вперше відзначаючи день Весак онлайн. Вранці у день Весак кілька буддистських храмів і центрів розпочали онлайн-святкування — проведення ранкової пуджі, медитації та бесід. Пуджа — це рефлексивний ритуал, який має на меті поглибити розуміння Будди та його вчення, і заспокоїти розум.
Вища рада Сангха Таїланду наказала всім храмам, що знаходяться під її юрисдикцією, як у країні, так і за кордоном, призупинити всі релігійні ритуали на День Вісакха Буча, щоб запобігти поширенню COVID-19. Однак релігійна служба, що проводиться в храмі Ват Бовоннівет Віхара, транслювалася в прямому ефірі на сторінці храму у Facebook. Богослужіння розпочалося о 19:00 ченцями, які обійшли храм із запаленими свічками, після чого продовжилась проповідь настоятеля та молитви до ранку наступного дня.
Культурний корпус корейського буддизму, який дозволяє відвідувачам відчути чернече життя в 137 храмах, призупинив цю програму.
Буддійські церкви Америки скасували богослужіння на весняне свято Хіган та інші заходи в багатьох своїх храмах.
У статті в журналі «Time» Далай-лама зазначив, що необхідно боротися з кризою зі співчуттям. Духовний лідер буддистів наголосив, що «з буддистської точки зору ми маємо здатність використовувати свій розум, щоб перемогти гнів, паніку та жадібність». Він також заявив: «Спалах цього жахливого коронавірусу показав, що те, що відбувається з однією людиною, незабаром може вплинути на будь-яку іншу істоту. Але це також нагадує нам, що співчутливий або конструктивний вчинок — чи то робота в лікарнях, чи просто дотримання соціального дистанціювання — має потенціал допомогти багатьом».
Преподобний Пхра Пайсал Вісало, один із шанованих ченців Тхеравади, запропонував буддистський погляд на ситуацію з поширенням коронавірусу: «Ми повинні знайти ретельний баланс між необережністю та божевіллям. Ми повинні знати, що коронавірус — не єдиний небезпечний вірус, який поширюється в нашому суспільстві. Страх також шкодить нашому розуму і впливає на наше смирення, змушуючи нас ставати егоїстичними та дивитися зверхньо на тих, хто інфікований. Тому, усвідомлюючи, що нам потрібно діяти, щоб запобігти зараженню COVID-19 нашого тіла, ми також повинні переконатися, що ми запобігаємо нашому страху перед COVID- 19 від зараження нашого розуму. Давайте підтримувати одне одного на обох рівнях. Ця ситуація має великий потенціал, щоб допомогти кожному з нас зменшити свою егоїстичну поведінку та ставлення та збільшити нашу щедрість у підтримці один одного. Нам потрібно залишатися на зв'язку та заохочувати людей виражати свою доброту зсередини, що зрештою допомагає іншим».

### Унітарний універсалізм
Національний офіс Унітарної універсальної асоціації конгрегацій наполегливо рекомендував громадам запланувати постійні віртуальні зібрання та діяльність до травня 2021 року. Це стосувалося богослужінь, заходів, засідань комітетів, зібрань персоналу, особистих візитів, обрядів переходу та інших заходів. Хоча менші зібрання можуть відновитися раніше, якщо умови покращаться, планування віртуальних заходів, які можуть тривати цілий рік, вважалося доцільним.

### Друзи
Зіярат аль-Набі Шуайб — свято друзів, яке відзначається з 25 по 28 квітня, і офіційно визнано в Ізраїлі державним святом. Лідер друзької громади в Ізраїлі Мовафак Тариф повідомив, що традиційні свята Зіярат аль-Набі Шуайб були скасовані вперше в історії друзької громади внаслідок пандемії COVID-19.

## Юридичні проблеми
У той час, як багато релігійних організацій призупинили проведення особистих богослужінь та інших заходів, деякі зібрання відбувалися, незважаючи на поради чи правила не збиратися великими групами. Деякі уряди звільнили релігійні організації від обмежень щодо кількості осіб, яким дозволено бути присутніми на громадських заходаї під час пандемії COVID-19.

### США
Некомерційна юридична фірма «First Liberty Institute», що базується в США, випустила вказівки для релігійних установ щодо призупинення їх роботи під час пандемії COVID-19.
У Каліфорнії повідомлено про понад 100 тисяч підтверджених випадків коронавірусної хвороби і понад 4 тисячі смертей. Щоб захистити здоров'я населення, держава наказала закрити заклади торгівлі з продажу товарів не першої необхідності та культові споруди більш ніж на 2 місяці. Губернатор Каліфорнії Гевін Ньюсом видав розпорядження про обмеження кількості осіб на релігійних церемоніях до 100 відвідувачів або 25 % місткості. Об'єднана п'ятидесятницька церква Саут-Бей подала до суду на скасування обмежень, заявивши, що її служби зазвичай відвідують від 200 до 300 прихожан. Зазначаючи, що «подібні або більш суворі обмеження застосовуються до подібних світських зібрань, включаючи лекції, концерти, кінопокази, глядацькі види спорту та театральні вистави, де великі групи людей збираються поруч протягом тривалого часу», Верховний суд Сполучених Штатів підтримав право штату накладати обмеження на конгрегації, а також на світську діяльність із захисту громадського здоров'я. Суд постановив, що «хоча інструкції Каліфорнії встановлюють обмеження щодо місць відправлення культу, ці обмеження, здається, узгоджуються з статтею про вільні права Першої поправки до Конституції…».
У квітні 2020 року Міністерство юстиції Сполучених Штатів заявило, що «уряд не може накладати соціальні обмеження на релігійну діяльність, які також не застосовуються до подібної нерелігійної діяльності» у відповідь на цитування членів Храмової баптистської церкви в Грінвіллі в штаті Міссісіпі, за утримання автостоянки біля місця богослужіння. Прихожани слухали церковну проповідь по радіоприймачах, залишаючись у своїх автомобілях. Прихожан Грінвіля оштрафували на 500 доларів на особу. Міністерство юстиції наголошувало на свободі віросповідання у відповіді місцевій владі будь-якого штату на їхні заходи COVID-19, і стало на бік церкви.
У липні 2020 року федеральний суддя заблокував релігійні обмеження в штаті Нью-Йорк, де вони були встановлені на рівні 25 % місткості культових приміщень, тоді як в інших штатах такі обмеження були встановлені на рівні 50 %. Єврейські та християнські громади подали до суду на губернатора Ендрю Куомо та мера Нью-Йорка Білла де Блазіо через релігійну дискримінацію. У жовтні 2020 року мер Білл де Блазіо вибачився перед ортодоксальною єврейською громадою за те, що він не впорався з епідемією. Напередодні Дня подяки Верховний суд США заблокував додаткові релігійні обмеження, введені Куомо для районів з високим рівнем зараження. Куомо назвав це рішення «неактуальним» і «насправді більшою можливістю для суду висловити свою філософію та політику».

### Китай
Уряд Китаю, який підтримує політику державного атеїзму, використав пандемію COVID-19 для продовження своїх антирелігійних кампаній, зруйнувавши церкву Сянбайшу в Ісіні та знявши християнський хрест зі шпиля церкви в повіті Гуйян. У провінції Шаньдун офіційні особи видали вказівки, що забороняють онлайн-проповідування, яке є життєво важливим способом для церков охопити прихожан серед як переслідувань, так і поширення коронавірусу.

## Дослідження
8 березня 2020 року італійські вчені в галузі права та релігії в Асоціації вчених із правового регулювання релігійного феномену розпочали дослідницький проект, координований професором П'єрлуїджі Консорті з Пізанського університету. Вчені створили веб-сайт для збору документів і коротких коментарів про релігію, право та надзвичайну ситуацію з COVID-19.